# Bob Razowski
 (juillet 2025).
Robert « Bob » Razowski est un personnage de fiction, apparaissant dans les films Monstres et Cie et Monstres Academy. Il est également présent dans les jeux vidéo dérivés du film, comme Monstres et Cie, Monstres et Cie : Atelier de jeux et Monstres et Cie : L'Île de l'épouvante. Il fait également une apparition dans le générique de fin du film Le Monde de Nemo, en tenue de plongée.
Dans le film Monstres et Cie, Bob est l'assistant de Jacques Sullivan dans l'usine à cris d'enfants. Il est amoureux de Celia, un autre monstre qui travaille aussi dans l'usine. Dans la série Monstres et Cie : Au travail, Bob devient PDG adjoint de l'entreprise Monstres et Cie, toujours aux côtés de Jacques Sullivan.
Il est également le héros d'un court-métrage dérivé du film centré sur sa nouvelle automobile, La Nouvelle Voiture de Bob.

## Description
Bob Razowski est un monstre cyclope de petite taille, ne possédant qu’une tête (sans corps) de couleur verte dotée de deux petites cornes, et quatre membres. Il est l'associé de Jacques Sullivan (surnommé simplement « Sulli ») — qui est en quelque sorte son antithèse.
Bien qu'il ait voulu devenir une « terreur d'élite », comme on le voit dans Monstres Academy, Bob n'est que l'assistant de Sulli, son « entraîneur ». Il aime toutefois être mis sur le devant de la scène ; ainsi on le verra heureux d'apparaître à la télévision (bien que ladite apparition soit très succincte).

## Acteurs
Les acteurs qui jouent la voix de Bob sont : 
- Billy Crystal dans la version originale en anglais
- Ilja Richter dans la version allemande
- Sérgio Stern dans la version brésilienne
- Donald Andersen dans la version danoise
- José Mota dans la version espagnole
- Antti Pääkkönen dans la version finnoise
- David Verbeeck dans la version flamande
- Éric Métayer dans la version française
- Andrés Bustamante dans la version hispano-américaine
- Lippai László dans la version hongroise
- Tonino Accolla dans la version italienne
- Kasper van Kooten dans la version néerlandaise
- Sacha Plat dans la version Belge
- Åsleik Engmark dans la version norvégienne
- Wojciech Paszkowski dans la version polonaise
- João Baião dans la version portugaise
- Alain Zouvi dans la version québécoise
- Robert Gustafsson dans la version suédoise
- Abdo Hakim dans la version libanais Arabe